# Tillandsia tucumanensis
Espèce
Classification phylogénétique
Tillandsia tucumanensis Mez est une plante de la famille des Bromeliaceae.
L'épithète tucumanensis se rapporte à la ville de Tucumán (plus exactement San Miguel de Tucumán) en Argentine, près de laquelle a été découverte la plante.

## Protologue et Type nomenclatural
Tillandsia tucumanensis Mez in C.DC., Monogr. Phan. 9: 853, n° 217 (1896)
Diagnose originale :
« foliis caulem densissime quaquaverse obtegentibus abbreviate nec tubulose vaginalis, utrinque lepidibus obtectis incanis, haud spirali-recurvatis ; inflorescentia bipinnatim panniculata[sic] ; spicis densis subflabellatis 5-8 ; bracteolis florigeris quam sepala permanifeste brevioribus ; floribus stricte erectis ; sepalis antico cum reliquis ad 1 mm., ceteris inter sese ad 2 mm. connatis ; staminibus inclusis ».
Type : leg. Lorentz & Hieronymus ; « Argentina, prope Tucuman ad Barranca colorada » ; Holotypus B (Herb.Berol.).

## Synonymie
(aucune)

## Écologie et habitat
- Biotype : plante vivace herbacée ; épiphyte[1] .
- Habitat : ?
- Altitude : ?

## Distribution
- Amérique du sud :
  -  Argentine
    - Tucumán [1]